# Stazione di Macherio-Canonica
La stazione di Macherio-Canonica è una fermata ferroviaria posta sulla linea Monza-Molteno-Lecco, a servizio del comune di Macherio e della frazione  Canonica Lambro, appartenente al comune di Triuggio.

## Storia
L'impianto fu aperto nel 1911, come la totalità della linea.

Inizialmente era una stazione con binario di raddoppio e scalo merci; nel 1987 venne declassata a fermata.

## Strutture ed impianti
Il fabbricato viaggiatori è un piccolo edificio ad un solo piano, simile ad altri costruiti lungo la linea.

La fermata conta un unico binario.

## Movimento
La fermata è servita dai treni della linea S7 (Milano-Monza-Molteno-Lecco), con frequenza semioraria nelle ore di punta (in direzione Milano la mattina e verso Lecco la sera) ed oraria nel resto della giornata, oltre ad una coppia di treni limitata a Besana nel primo pomeriggio.